# Carpenter Gothic

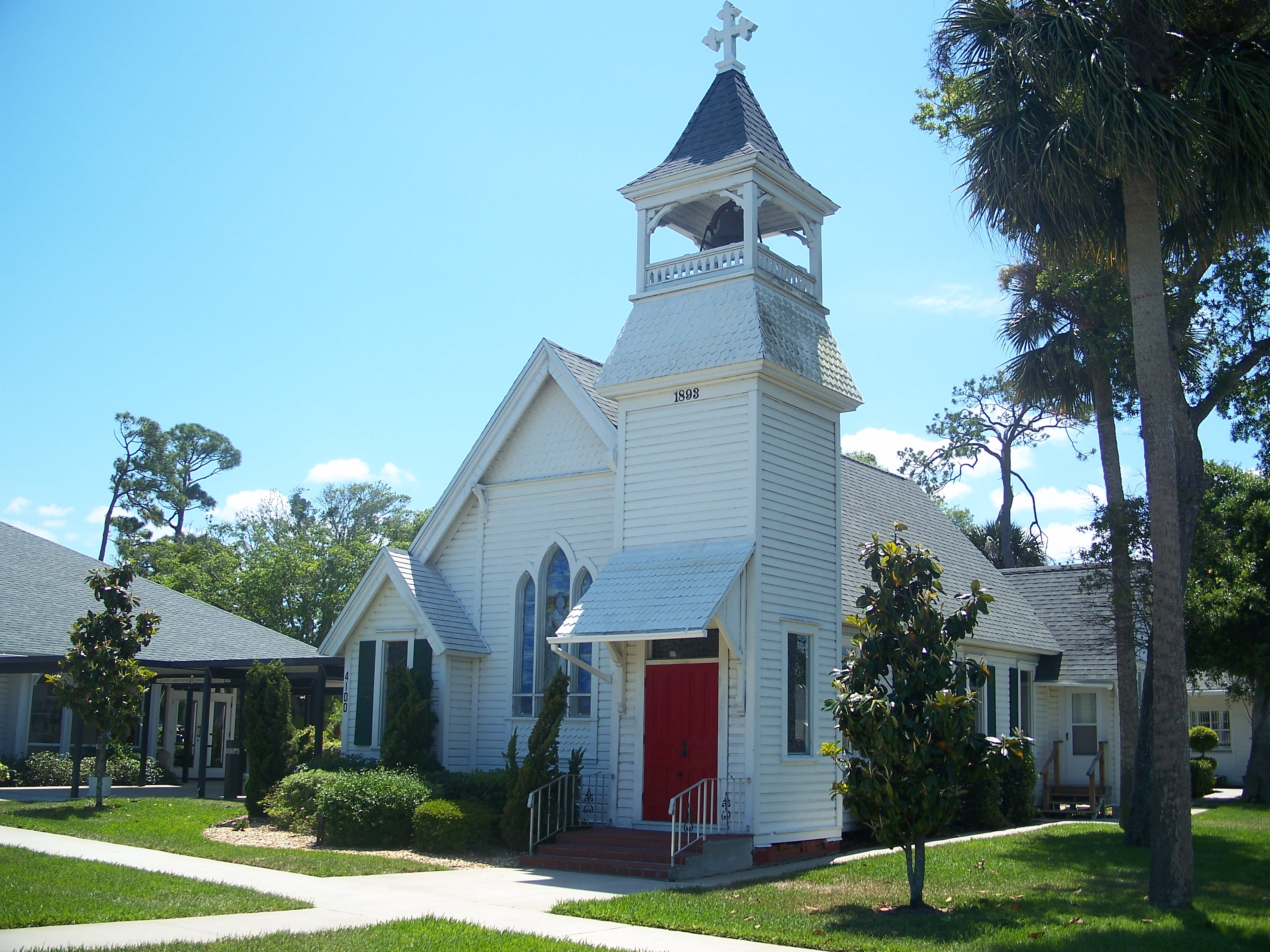
La Grace Episcopal Church and Guild Hall di Port Orange, in Florida, è un esempio di Carpenter Gothic

Il Carpenter Gothic, anche detto Carpenter's Gothic o Rural Gothic, è uno stile architettonico nato negli Stati Uniti d'America e nell'Ottocento. il Carpenter Gothic è debitore del neogotico e del pittoresco europei e si caratterizza per le strutture in legno ricche di motivi decorativi.

## Storia
Il Carpenter Gothic prese piede negli Stati Uniti d'America a partire dal XIX secolo. All'epoca vennero fatte erigere diversi edifici religiosi di stile Carpenter Gothic nel Midwest, nel nord-est e in alcune aree del sud degli Stati Uniti prendendo a modello gli archi a sesto acuto, i timpani ripidi e le torri del neogotico. L'invenzione della sega a traforo aiutò i falegnami a costruire tali tipi di strutture. Il più celebre esempio di Carpenter Gothic è la casa di Eldon, nell'Iowa, che Grant Wood usò per lo sfondo del suo dipinto American Gothic.